# Telmatobius sibiricus
Telmatobius sibiricus är en groddjursart som beskrevs av De la Riva och Harvey 2003. Telmatobius sibiricus ingår i släktet Telmatobius och familjen Ceratophryidae. IUCN kategoriserar arten globalt som starkt hotad. Inga underarter finns listade i Catalogue of Life.